# Liste des saints vénérés en Wallonie
| Nom français                    | Nom en wallon ou picard                     | Date de la fête             | Lieux de culte |
| ------------------------------- | ------------------------------------------- | --------------------------- | --- |
| Abdon                           |                                             | 30 juillet                  | Région de Mons |
| Abel                            |                                             | 5 août                      | Lobbes |
| Achaire ou Acaire               |                                             |                             | Mouscron |
| Achard (Aichard)                |                                             | 15 septembre                | |
| Adalbert                        | Abiert                                      | 23 avril                    | Huy |
| Adèle                           | Adile, Odile, Adilie, Adélie                | 26 février - 30 juin        | Orp-le-Grand, Brye, Villers-la-Ville                                                                                          |
| Adelin                          |                                             | 3 février                   | Lobbes |
| Adrien                          | Adryin, Andriyin                            | 8 septembre                 | Bernissart, Deux-Acren |
| Agapet                          | Agapit', Agapêt, Bréya, Bréyo               | 20 août                     | Mons, Hamipré, Villers-le-Gambon                                                                                              |
| Agathe                          | Agate                                       | 5 février                   | Malmedy, Chaineux, Herve, Liège                                                                                               |
| Agilolphe                       | Ajilose di Stav'leû                         | 11 juillet                  | Stavelot |
| Agnès                           | Agnès, Agngnès, Nanesse                     | 21 janvier                  | Liège |
| Agrafa                          | Agrifa, Agrapa, Agrappart, Arache           |                             | Région de Tournai, Pays de Herve                                                                                              |
| Albert le Grand                 |                                             | 15 novembre                 | Enghien |
| Albert de Louvain               | Bébert                                      | 7 août                      | Liège |
| Aldegonde                       | Aldigone                                    | 30 janvier                  | Ophain-Bois-Seigneur-Isaac, Hérinnes, Baisieux, Écaussinnes-Lalaing, Froidchapelle, Mont-Sainte-Aldegonde, Noirchain et Rance |
| Aldetrude                       |                                             | 25 février                  | |
| Alène                           |                                             | 16 juin                     | Forest |
| Alexandre                       | Alegzande                                   | 26 février                  | Theux, Xhendelesse |
| Amadou(r), Amateur              |                                             | 20 août                     | Monceau-sur-Sambre |
| Amand                           | Armand, Amind                               | 6 février                   | Diocèse de Tournai (27 églises), Saint-Amand-lez-Fleurus, Villers-Saint-Amand                                                 |
| Amalberge                       |                                             | 10 juillet                  | Tamise (auj. en Flandre) |
| Amelberge                       |                                             | 10 juillet                  | Lobbes, Saintes |
| Amélie, Émilie                  | Mèliye                                      | 2 juin                      | Ardennes |
| Amour                           |                                             | 8 octobre                   | Grand-Rechain |
| Anaclet                         |                                             | 13 juillet                  | Pays de Verviers |
| André                           |                                             | 30 novembre                 | Fosse, Lierneux, Franchimont, Andenne                                                                                         |
| Anne                            | Ane, Mayanne                                | 26 juillet                  | Verviers, Liège, Mons, Borinage, Charleroi, Lavaux-Sainte-Anne, Ellignies-Sainte-Anne,...                                     |
| Antoine le Grand                | Antône, Antwène                             | 17 janvier                  | Aubin-Neufchâteau, Vielsalm, Pépinster, Mousty, Mons, Havré,...                                                               |
| Antoine de Padoue               |                                             | 13 juin                     | Verviers, Liège, Huy, Temploux, Manhay, Namur, Charleroi,...                                                                  |
| Apolline                        | Apolône, Apoline                            | 9 février                   | Florenville, Ethe, Tavigny, Dochamps, Samrée                                                                                  |
| Arnould                         | Arnol, Èrnou                                | 16 ou 19 août               | Mons, Boussu |
| Aubain                          | Abé, Abin                                   | 21 juin                     | Namur |
| Aubert                          |                                             | 13 décembre                 | Mont-Saint-Aubert, Bléharies                                                                                                  |
| Aubin                           |                                             | 1er mars                    | Bellevaux, Honsfeld, Namur, Yernée-Fraineux                                                                                   |
| Augustin                        | Gustin                                      | 28 août                     | Liège, Marchienne-au-Pont |
| Aye                             |                                             | 18 avril                    | Mons |
| Babolin                         |                                             | 26 juin                     | Stavelot, Malmedy |
| Babylas                         | Babilème, Bablilèsse                        | 24 janvier                  | Spa |
| Badilon                         |                                             | 11 octobre                  | Leuze-en-Hainaut |
| Balbine                         | Babline, Bablène                            | 31 mars                     | Malmedy (Bévercé), Liège, Nivelles                                                                                            |
| Barbe                           | Bare, Bârbe                                 | 4 décembre                  | Bassins miniers de Wallonie, Villers-la-Bonne-Eau, Xhoris, Rochefort, Chimay, Arquennes, Feluy                                |
| Barthélemy                      |                                             | 24 août                     | Bousval |
| Barnabé                         | Bèrnabé, R'nabé                             | 11 juin                     | Liège, Malmedy, Saint-Vith, Châtelineau, Mons, Mouscron, Morlanwelz                                                           |
| Begge                           | Bèdje                                       | 17 décembre                 | Andenne, Odeigne |
| Benoît                          | Bène, Bèneût                                | 11 juillet                  | Abbaye du Val-Dieu, Maransart, Montignies-sur-Sambre, Viesville                                                               |
| Bérégise                        | Bérédjise                                   | 3 octobre                   | Andage (Saint-Hubert) |
| Berlinde ou Berlande            | Bellaude                                    | 3 février                   | Ittre |
| Bernard                         | Bèrnard, Biérnâ                             | 20 août                     | Aubel, Battice, Lambermont, Charneux, Gleixhe, Villers-la-Ville, Walcourt, Kain                                               |
| Bertile, Berthile ou Berthilie  |                                             | 29 août                     | Abbaye Saint-Gérard de Brogne, Jehay-Bodegnée                                                                                 |
| Bertuin ou Berthuin             | Bèrtwin, Biètwin                            | 27 novembre                 | Malonne |
| Blaise                          | Blâse, Blâze, Blêse                         | 3 février                   | Virton, Etalle, Arlon, Limerlé, Bastogne, Spa, Bouffioulx, Rosières, Vaux, Ogy                                                |
| Boniface                        |                                             | 19 février                  | Hesbaye |
| Brice ou Brixe                  |                                             | 13 novembre                 | Pommeroeul, Tournai, Namur |
| Brigitte d'Irlande              | Brîye, Brîhe, Brive, Brice                  | 1er février                 | Fosses-la-Ville, Amay, Burdinne, Noduwez, Thy-le-Bauduin, Thirimont, Lobbes, Barbençon, Roselies                              |
| Brigitte de Touraine ou Brigide |                                             | 28 janvier                  | Joncret |
| Brigitte de Suède               |                                             | 25 juillet ou 8 octobre     | Lobbes |
| Calixte ou Calliste             |                                             | 14 octobre                  | Mons |
| Camille                         | Camile                                      | 18 juillet                  | Bruyelle |
| Caprais ou Caprasse             |                                             | 20 octobre                  | Liège |
| Cassien                         |                                             | 3 décembre                  | Liège |
| Catherine                       | Caterène, Tatène                            | 25 novembre                 | Spa, Stavelot, Malmedy, Huy, Céroux-Mousty, Bonlez, Gilly, Warquignies, Manage, Lessines, Blaton,...                          |
| Cécile                          | Cicîle, Cizîle, Cècile                      | 22 novembre                 | Wallonie (tous les musiciens et facteurs d'instruments de musique), Namur, Charneux                                           |
| Charalampe                      |                                             | 21 février                  | Tournaisis, Wadelincourt, Neufmaison                                                                                          |
| Charlemagne                     | Tcharlèmagne                                | 28 janvier                  | Région de Liège |
| Charles Borromée                | Tchâle                                      | 4 novembre                  | Huy, Gentinnes |
| Christine                       | Crustîne, Cristine                          | 24 juillet                  | Liège |
| Christophe                      | Cristofe, Crustofe                          | 25 juillet                  | Hannut, Ohey, Maredsous, Carnières, Montignies-Saint-Christophe, Blicquy, Lessines, Antoing,...                               |
| Chrodegang                      |                                             | 6 mars                      | Hesbaye |
| Chrysole                        | Grisole                                     | 7 février                   | Comines |
| Claire                          |                                             | 12 août                     | Mogimont, Vitrival, Roselies, Gosselies, Gilly                                                                                |
| Clément                         | Clémint, Clémant                            | 23 novembre                 | Vielsalm, Barchon, Oreye |
| Clet ou Anaclet                 |                                             | 13 juillet                  | Pont-de-Loup |
| Clotilde                        |                                             | 3 juin                      | Liège, Vellereux |
| Cloud ou Clou                   |                                             | 7 septembre                 | Le saint clou (par homonymie) : Thuin, Gilly                                                                                  |
| Colette                         |                                             | 6 mars                      | Ensival, Liège |
| Colombe                         |                                             | 8 août                      | Wallonie (colombophiles) |
| Côme et Damien                  | Gôme                                        | 27 septembre                | Namur, Verviers |
| Constance                       |                                             | 19 septembre                | Blicquy |
| Corneille                       | Cwèréy, Cornélis, Cournélis                 | 16 septembre                | Fouron-Saint-Pierre, Cornesse, Tourinnes-la-Grosse, Arquennes, Sart-Eustache, Tournaisis, Hamme-Mille                         |
| Crépin et Crépinien             | Crespin, Crépin, Cruspin                    | 25 octobre                  | Liège, Namur |
| Crescence                       | Crèhence                                    | 15 juin                     | Saint-Vith |
| Cyprien                         |                                             | 16 septembre                | |
| Denis                           | Dinih                                       | 9 octobre                   | Saint-Denis, Liège, Huy, Thieulin, Jodoigne                                                                                   |
| Désiré                          | D'siré                                      | 8 mai                       | Latinne |
| Dodon                           | Dodô                                        | 18 ou 20 octobre            | Wallers-en-Fagne, Moustier-en-Fagne, Lobbes                                                                                   |
| Domitien                        | Dômicyân                                    | 22 juin                     | Huy |
| Donat                           | Donât                                       | 7 août                      | Arlon, Chiny, Recogne, Fosses-la-Ville, Chastres, Walcourt,...                                                                |
| Dorothée                        | Dérotée, Dérothée                           | 6 février                   | Tournai |
| Druon ou Drogon                 |                                             | 16 avril                    | Hamerenne, Tournai, Thuin |
| Dymphne                         | Din'fe                                      | 15 mai                      | Geel (1/3 malades mentaux étaient wallons)                                                                                    |
| Ebrégise                        | Èbréjis'                                    | 24 octobre                  | Termogne (Celles (Liège)) |
| Éleuthère                       |                                             | 20 février ou 15 septembre  | Tournai |
| Élisabeth de Hongrie            | Lîz'bèt, Babèt, Bèbèt                       | 19 novembre                 | Aubel, Pays de Herve, Willancourt                                                                                             |
| Élisabeth de Portugal           |                                             | 4 juillet                   | Houtain-le-Val, Jauche, Entre-Sambre-et-Meuse                                                                                 |
| Éloi                            | Élwa, Èloy, Élwè                            | 1er décembre                | Wallonie (métallurgistes, agriculteurs)                                                                                       |
| Sainte Emérance ou Emérentienne | Mèrance                                     |                             | Verviers |
| Émile                           |                                             | 22 mai                      | Saint-Georges-sur-Meuse |
| Érasme                          | Râsse, Arrache, « Saint Brèyard »           | 2 juin                      | Leffe, Pays de Herve, Hesbaye, Waha, Marche-en-Famenne, Huy, Bouillon...                                                      |
| Ermin                           | Èrme, Èrmon                                 | 25 avril                    | Lobbes |
| Étienne                         | Stiène                                      | 26 décembre                 | Gaume, Virton, Vottem, Liège, Châtelet, Bouffioulx                                                                            |
| Etton                           | Sint Zé                                     | 10 juillet                  | Braine-l'Alleud |
| Euchaire                        |                                             | 3 août                      | Liège |
| Eusébie ou Ysoie                |                                             | 25 janvier                  | Battignies |
| Eustache                        | Stas(se)                                    | 20 septembre                | Aubel, La Gleize |
| Eutrope                         |                                             | 30 avril                    | Bercheux, Solières, Paliseul, Herbeumont, Redu                                                                                |
| Eutropie                        |                                             | 14 décembre                 | Bertrée, Pays de Herve |
| Evermare ou Evermard            | Evermêr                                     | 1er mai                     | Russon |
| Expédit                         | Spédit                                      | 19 avril                    | Dison, Liège, Namur, Boussoit                                                                                                 |
| Exupère                         |                                             | 28 septembre                | Beauvechain, Nil-Saint-Vincent, Leffe                                                                                         |
| Fastré                          |                                             | 21 avril                    | Cambron-Casteau |
| Ferréol                         |                                             | 16 juin                     | Ath, Limerlé |
| Feuillen ou Foillan             | Foyin, Fouyin                               | 31 octobre                  | Fosses-la-Ville, Liège, Enines, Autre-Église                                                                                  |
| Fiacre                          | Fiake                                       | 30 août                     | Wellin, La Reid, Limelette, Tarcienne, Mons,...                                                                               |
| Firmin                          | Fr(o)umin, Frumi, Frumji                    | 25 septembre                | Wayai, Richelle, Fexhe-le-Haut-Clocher, Biesmerée                                                                             |
| Folquin                         |                                             | 14 décembre                 | Esquelbecq |
| Foraman ou Forannan             |                                             | 10 avril                    | Waulsort |
| Fortunat ou Fortuné             |                                             | 27 février                  | Daussois |
| Foy                             | Feû                                         | 6 octobre                   | Pays de Liège |
| François                        | Françwès                                    | 4 octobre                   | Tamines, Enghien |
| Françoise                       | Françwèze                                   | 9 mars                      | Verviers |
| Frédégand                       | Frégô                                       | 17 juillet                  | Moustier-sur-Sambre, Acoz |
| Fursy                           |                                             | 16 janvier                  | La Reid, Petit-Hallet, Bellefontaine                                                                                          |
| Gangulphe                       | Djingou, Djégô, Djangon                     | 11 mai                      | Villers-devant-Orval, Chéoux, Malmedy, Vielsalm, Liège, Florennes                                                             |
| Genès                           |                                             | 26 août                     | Rhode-Saint-Genèse |
| Geneviève                       | Djènvîve, Djen'vîre, Jén'viève              | 3 janvier                   | Bihain, Erezée, Durbuy, Liège, Lorcé, Strée, Jodoigne, Florée, Wiesme, Vodecée, Mons                                          |
| Georges                         | Djwér, Djôr, Jorjèt                         | 23 avril                    | Pays de Herve, Francorchamps, Liège, Grez-Doiceau, Beaumont, Braine-le-Comte, Mons, Ath, Tournaisis                           |
| Gérard (de Brogne)              | Djérâ, Djèrau                               | 3 ou 5 octobre              | Saint-Gérard, Jehay-Bodegnée, Liège, Namur, Mesnil                                                                            |
| Gérard (Majella)                |                                             | 16 octobre                  | Petit-Rechain, Liège |
| Géréon                          | Djèrion                                     | 10 octobre                  | Malmedy |
| Gerlac ou Gerlach               | Erlak, Djèrlak                              | 1er juin ou 5 janvier       | Battice, Trembleur, Hesbaye                                                                                                   |
| Germain                         | Djèrmin, Jèrmain                            | 28 mai et 31 juillet        | Couture-Saint-Germain, Saint-Germain, Tourinnes, Chapelle-lez-Herlaimont, Couvin                                              |
| Gertrude                        | Djèdru, Djètrou                             | 30 septembre                | Nivelles, Malmedy, Pays de Herve, Villers-Sainte-Gertrude, Moha, Sart-Custinne,...                                            |
| Gervais                         |                                             | 19 juin                     | Nivelles |
| Géry                            | Wéry, Djèry                                 | 11 août                     | Solre-Saint-Géry, Vieux-Genappe, Willemeau, Roucourt                                                                          |
| Ghislain                        | Jillin, Guillin                             | 9 octobre                   | Saint-Ghislain, Roisin, Jodoigne, Chapelle-à-Oie, Entre-Sambre-et-Meuse,...                                                   |
| Gilles                          | Djîle, Djîy(e)                              | 1er septembre               | Liège, Saint-Hubert, Pays de Herve, Hesbaye, Ciney, Warneton,...                                                              |
| Godard                          |                                             | 4 mai                       | Godarville |
| Gorgon                          |                                             | 9 septembre                 | Feluy, Rièzes |
| Sainte Gode                     |                                             | 31 mai                      | Romsée, Pays de Herve, Pousset, Bérisménil                                                                                    |
| Grégoire                        | Grègwore, Grégore, Gregô, Grigori, Grigwère | 12 mars                     | Liège, Entre-Sambre-et-Meuse, Herstal, Waremme, Nivelles, Houtain-le-Val, Gouy-lez-Piéton,...                                 |
| Gudule                          | Godèle, Guodèle, Goule                      | 8 janvier                   | Bruxelles (pèlerinage) |
| Guidon                          | Godon                                       | 1er juin                    | Gammerages, Hérinnes-lez-Enghien, Mazy, Wayaux, Jumet                                                                         |
| Guibert                         |                                             | 23 mai                      | Gembloux, Mont-Saint-Guibert                                                                                                  |
| Guillaume                       | Wyame, Wyinne                               | 10 février                  | Mariemont |
| Guy ou Vith                     |                                             | 25 juin                     | Saint-Vith, Gleixhe |
| Hadelin                         | Hâlin                                       | 3 février                   | Celles, Franchimont, Visé, Faymonville, Hesbaye, Maissin                                                                      |
| Hedwige                         |                                             | 17 octobre                  | Villers |
| Hélène                          |                                             | 18 août                     | Malmedy, Haut-Fays, Nassogne,Liège                                                                                            |
| Henri                           | Hinri                                       | 15 juillet                  | Thimister, Verviers, Liège |
| Herlinde                        | Arlinde                                     | 22 mars                     | Ensival |
| Hermès                          |                                             | 28 août                     | Theux, Pépinster, Flobecq, Ellezelles, Renaix                                                                                 |
| Hydulphe                        |                                             | 11 juillet                  | Lobbes,Binche |
| Hilaire                         | Èlêre                                       | 14 janvier                  | Temploux, Matagne-la-Petite, Strée, Hemptinne, Thimougies                                                                     |
| Hiltrude                        |                                             | 27 septembre                | Rance, Merlemont |
| Hippolyte                       |                                             | 13 août                     | Thiaumont |
| Hommebon                        | Saint Tombon                                | 13 novembre                 | Binche,Namur |
| Honoré                          |                                             | 16 mai                      | Velaine-sur-Sambre |
| Hubert                          | Hoûbert, Houbièt                            | 3 novembre                  | Saint-Hubert, Liège, Wallonie (bénédiction des animaux)                                                                       |
| Hugues                          |                                             | 10 février                  | Fosses-la-Ville, Moustier-sur-Sambre                                                                                          |
| Jacques                         | Djâke                                       | 25 juillet                  | Sart-Dames-Avelines, Fosse, Villers-Perwin                                                                                    |
| Jean (le baptiste)              | Dj'han, Djihan, Djan                        | 24 juin, 29 août            | Ougrée, Spa, Malmedy, Liège, Nethen, Pont-à-Celles, Enghien, Mons, Chièvres,...                                               |
| Jean (l'évangéliste)            | Dj'han                                      | 27 décembre                 | Beaufays, Montignies-sur-Sambre, Entre-Sambre-et-Meuse, Liège                                                                 |
| Jean Népomucène                 | Djan Nèpomucène                             | 16 mais                     | Malmedy, Tilff, Liège, Thuin, Perwez                                                                                          |
| Jérôme                          | Djèrôme                                     | 30 septembre                | Saint-Hubert |
| Job                             | Djob                                        | 10 mai                      | Mettet, Villers-Deux-Églises, Mons                                                                                            |
| Joseph                          | Djôsèf, Djozeuf, Djozèf                     | 19 mars                     | Nivelles, Ardenne, Verviers, Mons,...                                                                                         |
| Julien (l'Hospitalier)          | Djulin                                      | 29 janvier                  | Pays de Herve, Liège, Beaumont, Philippeville,Mons                                                                            |
| Julien (de Brioude)             | Juyin                                       | 28 août                     | Ath |
| Julienne                        | Djulène                                     | 5 avril                     | Liège, Namur, Fosses-la-Ville, Villers-la-Ville                                                                               |
| Juliette                        | Djuyète                                     | 30 juillet                  | Liège |
| Lambert                         | Lambièt, Lambêrt                            | 17 septembre                | Liège, Hesbaye, Soumagne, Jodoigne, Emines, Havelange                                                                         |
| Landelin                        |                                             | 15 juin                     | Lobbes, Thuin (Abbaye d'Aulne)                                                                                                |
| Landry                          |                                             | 17 avril                    | Soignies |
| Laurent                         | Lôrint, Leûrint                             | 10 août                     | Orgeo, Bertrix, Liège, Haut-Ittre, Piétrebais, Fosses-la-Ville, Trazegnies, Manage                                            |
| Lazare                          | Lâdre, Lazâre                               | 17 décembre                 | Mons, Chièvres |
| Léger                           | Lidjî, Lidjér                               | 28 septembre                | Saint-Gérard, Saint-Léger, Dottignies                                                                                         |
| Léonard                         | Lîna                                        | 6 novembre                  | Liège, Thuin, Tournai |
| Louis                           | Louwis                                      | 25 août                     | Oreye, Tournai, Marcinelle |
| Loup                            | Leû                                         | 1er septembre               | Namur, Florenville, Ardenne                                                                                                   |
| Luc                             |                                             | 18 octobre                  | Liège, Châtelineau |
| Lucie (ou Luce)                 | Lucèye, Lucîye, Luce                        | 13 décembre                 | Marche-en-Famenne, Stavelot                                                                                                   |
| Lupicin (ou Lustin)             | Lup'cin                                     | 3 février                   | Lustin |
| Lutgarde                        |                                             | 16 juin                     | Couture-Saint-Germain, Ways, Ittre                                                                                            |
| Macaire                         |                                             | 10 avril                    | Soignies, Mons, Obourg |
| Madelberte                      |                                             | 7 septembre                 | Mons, Pays de Liège |
| Madeleine                       | Mad'lin.ne                                  | 22 juillet                  | Jumet, Tournai, Malmedy, Villers-la-Ville,...                                                                                 |
| Mamert                          |                                             | 11 mai                      | Mouscron |
| Marc                            | Markèt, Mau                                 | 25 avril                    | Lobbes, Montignies-sur-Sambre                                                                                                 |
| Marcel                          |                                             | 17 janvier                  | Verviers, Hainaut |
| Marcellin                       | Marsulin                                    | 26 avril                    | Chokier |
| Marcoul                         | Markou, Mâr                                 | 1er mai                     | Mont-Dison, Dinant, Silly, Ath, Beloeil                                                                                       |
| Marguerite ou Marine            | Magritte, Margarite, Garite, Dadite         | 20 juillet                  | Liège, Battice, Gleixhe, Tihange, Bouge, Mons,...                                                                             |
| Marie                           | Marèye                                      | 9 avril                     | Villers-la-Ville, Genappe |
| Marie                           |                                             | 25 mars, 2 juillet, 15 août | Partout en Wallonie |
| Martin                          | Martin Bolant                               | 21 juin                     | Huy, Hesbaye, Liège |
| Martin                          | Mârtin, Môrté                               | 4 juillet, 11 novembre      | Très populaire dans toute la Wallonie                                                                                         |
| Martine                         | Martène, Mârtine                            | 30 janvier                  | Villers-la-Ville, Liège |
| Materne                         | Mâtér                                       | 14 septembre                | Dinant, Waulsort |
| Matthias                        | Matias'                                     | 14 mai                      | Liège, Ath, Mons |
| Matthieu                        | Matî                                        | 21 septembre                | Liège, Namur, Mons |
| Mathurin                        |                                             | 9 novembre                  | Tournai |
| Maur                            | Môr, Mwèrt                                  | 15 janvier                  | Liège, Tournai, Florennes, Mons                                                                                               |
| Maurice                         |                                             | 22 septembre                | Liège, Grandmenil, Hoves |
| Médard                          | Mèdâ,Mèdard,Mêdô                            | 8 juin                      | Virton, Jodoigne, Solre-sur-Sambre, Anderlues, Rouveroy,                                                                      |
| Méen ou Meven                   | Mîn                                         | 21 juin                     | Brûly-de-Pesche, Walcourt, Rance, Mons                                                                                        |
| Memmie ou Menge                 | Mandji                                      | 5 août                      | Dinant, Villers-la-Loue |
| Mengold                         | Mingô, Mindjô                               | 8 février                   | Huy |
| Michel                          | Mîtchî                                      | 8 mai, 29 septembre         | Verviers, Liège, Namur, Waulsort                                                                                              |
| Monique                         |                                             | 4 mai                       | Huy |
| Monon                           |                                             | 18 octobre                  | Province de Luxembourg, Petit-Han, Cornimont                                                                                  |
| Mutien-Marie                    |                                             | 30 janvier                  | Malonne |
| Nazaire                         | Nazar                                       | 28 juillet                  | Pays de Liège |
| Nicaise                         |                                             | 14 décembre                 | Pays de Nivelles |
| Nicolas de Myre                 | Nicoley, Nioclès, Nicolâs                   | 6 décembre                  | Arlon, Bouillon, Andenne, Hastière-Lavaux                                                                                     |
| Ode                             | Ode, Oûde                                   | 24 novembre                 | Amay |
| Odile                           | Adîle                                       | 13 décembre                 | Verviers, Liège |
| Pancrace                        | Pangrô                                      | 12 mai                      | Orp-le-Grand, Perwez |
| Paterne                         | Patêr                                       | 16 avril                    | Hesbaye |
| Paul                            | Pô, Pôl                                     | 25 janvier, 29 juin         | Virton, Vesqueville, Saint-Hubert                                                                                             |
| Paulin                          |                                             | 22 juin                     | Freylange |
| Perpète de Maastricht           | Pèrpète                                     | 4 novembre                  | Dinant |
| Philibert                       |                                             | 20 août                     | Noville-sur-Mehaigne |
| Philippe Néri                   | Flipe                                       | 26 mais                     | Jolimont |
| Philomène                       | Filomin.ne                                  | 10 août                     | Hesbaye, Brabant wallon, Warquignies, Warchin                                                                                 |
| Piat                            |                                             | 1er octobre                 | Tournai |
| Pierre                          | Pîre                                        | 22 février                  | Bastogne, Malmedy, Spa, Warsage, Huppaye, Haine-Saint-Pierre, Lobbes,...                                                      |
| Quentin                         | Cantin, Qwétègn                             | 31 octobre                  | Beaumont, Ath, Wodecq, Péruwelz, Dailly                                                                                       |
| Quirin                          | Cwèlin                                      | 30 mars                     | Redu, Malmedy, Visé, Huy, Namur, Houtaing                                                                                     |
| Radegonde                       | Aragone                                     | 13 août                     | Villers-Poterie, Louvignies                                                                                                   |
| Ragenufle                       | Rajènoufe                                   | 14 juillet                  | Incourt |
| Rasse                           |                                             | 2 juin                      | Verviers |
| Reine                           |                                             | 7 septembre                 | Mons, Malèves-Sainte-Marie-Wastines, Petit-Rosière                                                                            |
| Remacle                         | R'mâke                                      | 9 septembre                 | Ardennes, Targnon, Warsage, Liège                                                                                             |
| Rémy                            | R'mèye, Rémi, R'mé                          | 1er octobre                 | Ramillies, Braine-le-Comte, Rèves, Dampremy, Gilly, Cuesmes, Rouveroy                                                         |
| Renelde                         | Èrnèle, Urnèle                              | 16 juillet                  | Saintes, Redu, Paliseul, Liège, Ath                                                                                           |
| Rita                            |                                             | 22 mai                      | Seraing, Tilff, Bossière, Charleroi, Jumet                                                                                    |
| Roch                            | Rok                                         | 16 août                     | Partout en Wallonie |
| Rolende                         |                                             | 14 mai                      | Gerpinnes, Liège, Thuillies, Gougnies, Montignies-sur-Sambre                                                                  |
| Rosalie                         |                                             | 15 juillet                  | Liège, Walcourt |
| Rose                            |                                             | 30 août                     | Clermont (Thimister), Battice, Braine-le-Comte                                                                                |
| Sébastien                       | Sébâ, Bastin                                | 20 janvier                  | Waremme, Braine-l'Alleud, Beaumont, Enghien                                                                                   |
| Servais                         | Sèrvâ, Sèlvée                               | 13 mai                      | Liège, Nivelles, Le Roeulx, Stambruges, Mévergnies, Rebaix, Chapelle-à-Oie, Leuze, etc.                                       |
| Sévère                          |                                             | 15 octobre                  | Liège, Meeffe |
| Séverin                         | Surin, Sèv'rin                              | 8 janvier                   | Liège, Namur, Mons, Malmedy, Pays de Herve                                                                                    |
| Sylvestre                       | Silvèsse                                    | 31 décembre                 | Nivelles, Ellezelles, Liège                                                                                                   |
| Symètre                         | Smête, S'mète                               | 26 mais                     | Lierneux |
| Symphorien                      | Foryin                                      | 22 août                     | Saint-Symphorien (Belgique), Piéton                                                                                           |
| Thérèse                         |                                             | 15 octobre                  | Aywaille, |
| Thérèse                         | Tèrése                                      | 1er octobre                 | La plupart des églises de Wallonie abritent une statue de Ste Thérèse de Lisieux                                              |
| Thibaut                         | Tîbô, Tîbâ, Tîba                            | 1er juillet                 | Chiny, Rendeux, Court-Saint-Étienne                                                                                           |
| Thomas                          | Toumas                                      | 21 décembre                 | Bastogne, Nivelles |
| Ursmer                          | Ursmé, Usmé                                 | 19 avril                    | Lobbes, Binche, Vellereille-les-Brayeux, Athis, Ormeignies                                                                    |
| Ursule                          |                                             | 21 octobre                  | Tournai, Lessines |
| Vaast                           | Vau                                         | 6 février                   | Saint-Vaast, La Louvière |
| Valentin                        |                                             | 14 février                  | Huy, Marcourt, Montignies-sur-Sambre                                                                                          |
| Valère                          |                                             | 29 janvier                  | Froidfontaine |
| Véronique                       | Vèrone                                      | 4 février                   | Liège, Silenrieux |
| Victor                          | Victôr, Tôr                                 | 21 juillet                  | Fleurus |
| Vincent                         | Vîcint, Vincint                             | 22 janvier                  | Liège, Huy, Namur |
| Vincent                         |                                             | 14 juillet                  | Soignies, Chokier, Haulchin                                                                                                   |
| Vith ou Guy                     | Vêt, Vit                                    | 15 juin                     | Saint-Vith, Gleixhe, Abée |
| Walburge                        | Wabeû                                       | 25 février                  | Liège |
| Walfroy                         |                                             | 20 mars                     | Mont Saint-Walfroy, Florenville                                                                                               |
| Walhère d'Onhaye                |                                             | 27 juin                     | Onhaye, Hemptinne |
| Waudru                          | Watrou, Waltrou                             | 9 avril                     | Mons, Frameries, Ciply, Morlanwelz                                                                                            |
| Wilgeforte                      | Wile                                        | 20 juillet                  | Liège, Bouvignes, Estaimpuis, Flobecq                                                                                         |
| Willibrord                      | Willibrôrd                                  | 7 juillet                   | Liège, Buissonville |
| Wivine                          |                                             | 17 décembre                 | Grand-Bigard, Avennes, Orbais, Ohain, Bornival                                                                                |
| Yves                            |                                             | 19 mai                      | Warneton |